# Silk Sonic
A Silk Sonic egy amerikai R&B super-duo, amelynek tagja Bruno Mars és Anderson Paak. A duó 2021. március 5-én adta ki első kislemezét, a Leave the Door Opent és ugyanezen év novemberében adták ki debütáló albumokat, az An Evening with Silk Sonicot. Négy Grammy-díjat nyertek el.

## Történet
2017-ben Anderson Paak nyitófellépő volt Mars 24K Magic World Tour turnéjának európai helyszínein. Áprilisban együtt dolgoztak Nile Rodgersszel és Guy Lawrence-szel a Chic It's About Time albumán, illetve a turné alatt készítettek együtt zenét, ami szerepelt Paak Ventura albumán.
2021. február 26-án Mars bejelentette az együttes és, hogy készítettek egy albumot. Az együttest Bootsy Collins nevezte el, miután meghallgatta az albumot. A Leave the Door Open volt az együttes első kislemeze, március 5-én jelent meg a Silk Sonic Introval együtt. A korábbi első helyet ért el a Billboard Hot 100-on. Először együtt Silk Sonic-ként a 63. Grammy-gálán léptek fel.

## Diszkográfia

### Stúdióalbumok
| Cím                        | Részletek | Slágerlisták | Slágerlisták | Slágerlisták | Slágerlisták | Slágerlisták | Slágerlisták | Slágerlisták | Slágerlisták | Slágerlisták |
| Cím                        | Részletek | US           | AUS          | CAN          | FRA          | IRE          | NLD          | NZ           | SWI          | UK           |
| -------------------------- | --- | ------------ | ------------ | ------------ | ------------ | ------------ | ------------ | ------------ | ------------ | ------------ |
| An Evening with Silk Sonic | - Megjelent: 2021. november 12. - Kiadó: Atlantic, Aftermath - Formátumok: CD, LP, digitális letöltés, streaming | 2            | 4            | 3            | 12           | 5            | 4            | 3            | 5            | 9            |

### Kislemezek
| Cím                                                | Év   | Slágerlisták | Slágerlisták | Slágerlisták | Slágerlisták | Slágerlisták | Slágerlisták | Slágerlisták | Slágerlisták | Slágerlisták | Slágerlisták | Minősítések | Album                      |
| Cím                                                | Év   | US           | AUS          | CAN          | FRA          | IRE          | NLD          | NZ           | SWI          | UK           | WW           | Minősítések | Album                      |
| -------------------------------------------------- | ---- | ------------ | ------------ | ------------ | ------------ | ------------ | ------------ | ------------ | ------------ | ------------ | ------------ | --- | -------------------------- |
| Leave the Door Open                                | 2021 | 1            | 10           | 9            | 26           | 18           | 13           | 1            | 23           | 20           | 2            | - RIAA: 2× Platinalemez - ARIA:Aranylemez - BPI:Ezüstlemez - MC:Platinalemez - NVPI:Aranylemez - RMNZ:Aranylemez | An Evening with Silk Sonic |
| Skate                                              | 2021 | 14           | 32           | 19           | 166          | 48           | 61           | 12           | 74           | 45           | 18           | | An Evening with Silk Sonic |
| Smokin Out the Window                              | 2021 | 5            | 8            | 10           | 150          | 11           | 31           | 4            | 92           | 12           | 12           | | An Evening with Silk Sonic |
| —: a dal nem szerepelt a slágerlistán a régióban . |      |              |              |              |              |              |              |              |              |              |              | |                            |

### Promóciós kislemezek
| Cím              | Év   | Slágerlisták | Slágerlisták | Slágerlisták | Album                      |
| Cím              | Év   | US Bub.      | NZ           | WW           | Album                      |
| ---------------- | ---- | ------------ | ------------ | ------------ | -------------------------- |
| Silk Sonic Intro | 2021 | 14           | —            | 176          | An Evening with Silk Sonic |

### További slágerlistán szereplő dalok
| Cím                                                    | Év   | Slágerlisták | Slágerlisták | Slágerlisták | Slágerlisták | Slágerlisták | Slágerlisták | Slágerlisták | Album                      |
| Cím                                                    | Év   | US           | CAN          | IRE          | NLD          | NZ           | UK           | WW           | Album                      |
| ------------------------------------------------------ | ---- | ------------ | ------------ | ------------ | ------------ | ------------ | ------------ | ------------ | -------------------------- |
| Fly as Me                                              | 2021 | 81           | 93           | 51           | 75           | —            | 49           | 92           | An Evening with Silk Sonic |
| After Last Night (Thundercattel és Bootsy Collinsszal) | 2021 | 68           | 92           | —            | —            | —            | —            | 78           | An Evening with Silk Sonic |
| Put on a Smile                                         | 2021 | 78           | —            | —            | —            | —            | —            | 103          | An Evening with Silk Sonic |
| 777                                                    | 2021 | —            | —            | —            | —            | —            | —            | 132          | An Evening with Silk Sonic |
| Blast Off                                              | 2021 | 73           | 95           | —            | —            | —            | —            | 74           | An Evening with Silk Sonic |
| Love’s Train                                           | 2022 | —            | —            | —            | —            | —            | —            | —            | An Evening with Silk Sonic |
| —: a dal nem szerepelt a slágerlistán a régióban .     |      |              |              |              |              |              |              |              |                            |

## Díjak és jelölések
| Díjátadó                 | Év   | Kategória                           | Jelölt/Munka               | Eredmény | For.   |
| ------------------------ | ---- | ----------------------------------- | -------------------------- | -------- | ------ |
| BET Awards               | 2021 | Legjobb csoport                     | Silk Sonic                 | Elnyerte | [ 31 ] |
| BET Awards               | 2021 | Az év videója                       | Leave the Door Open        | Jelölve  | [ 31 ] |
| BET Awards               | 2021 | Nézők Választása                    | Leave the Door Open        | Jelölve  | [ 31 ] |
| MTV Video Music Awards   | 2021 | Legjobb csoport                     | Silk Sonic                 | Jelölve  | [ 32 ] |
| MTV Video Music Awards   | 2021 | Az év dala                          | Leave the Door Open        | Jelölve  | [ 32 ] |
| MTV Video Music Awards   | 2021 | Legjobb R&B                         | Leave the Door Open        | Elnyerte | [ 32 ] |
| MTV Video Music Awards   | 2021 | Legjobb vágás                       | Leave the Door Open        | Elnyerte | [ 32 ] |
| MTV Europe Music Awards  | 2021 | Legjobb csoport                     | Silk Sonic                 | Jelölve  | [ 33 ] |
| MTV Europe Music Awards  | 2021 | Legjobb közreműködés                | Leave the Door Open        | Jelölve  | [ 33 ] |
| American Music Awards    | 2021 | Kedvenc duó vagy csoport – Pop      | Silk Sonic                 | Jelölve  | [ 34 ] |
| American Music Awards    | 2021 | Kedvenc videóklip                   | Leave the Door Open        | Jelölve  | [ 34 ] |
| American Music Awards    | 2021 | Kedvenc dal – R&B                   | Leave the Door Open        | Elnyerte | [ 34 ] |
| Soul Train Music Awards  | 2021 | Az év dala                          | Leave the Door Open        | Elnyerte |        |
| Soul Train Music Awards  | 2021 | Az Ashford & Simpson dalszerzői díj | Leave the Door Open        | Elnyerte |        |
| Soul Train Music Awards  | 2021 | Az év videója                       | Leave the Door Open        | Elnyerte |        |
| Brit Awards              | 2022 | Az év nemzetközi csoportja          | Silk Sonic                 | Elnyerte |        |
| iHeartRadio Music Awards | 2022 | Az év dala                          | Leave the Door Open        | Jelölve  | [ 35 ] |
| iHeartRadio Music Awards | 2022 | Az év duója/csoportja               | Silk Sonic                 | Elnyerte | [ 35 ] |
| iHeartRadio Music Awards | 2022 | Az év R&B-albuma                    | An Evening with Silk Sonic | Elnyerte | [ 35 ] |
| iHeartRadio Music Awards | 2022 | Az év R&B-dala                      | Leave the Door Open        | Elnyerte | [ 35 ] |
| iHeartRadio Music Awards | 2022 | Az év R&B-előadója                  | Silk Sonic                 | Jelölve  | [ 35 ] |
| iHeartRadio Music Awards | 2022 | Legjobb dalszöveg                   | Leave the Door Open        | Jelölve  | [ 35 ] |
| iHeartRadio Music Awards | 2022 | Legjobb videóklip                   | Leave the Door Open        | Jelölve  | [ 35 ] |
| Grammy-díj               | 2022 | Az év felvétele                     | Leave the Door Open        | Elnyerte | [ 36 ] |
| Grammy-díj               | 2022 | Az év dala                          | Leave the Door Open        | Elnyerte | [ 36 ] |
| Grammy-díj               | 2022 | Legjobb R&B-teljesítmény            | Leave the Door Open        | Elnyerte | [ 36 ] |
| Grammy-díj               | 2022 | Legjobb R&B-dal                     | Leave the Door Open        | Elnyerte | [ 36 ] |